# Castillo de Paraggi
El Castillo de Paraggi (Castello di Paraggi en italiano) es un antiguo castillo situado en la comuna de Santa Margherita Ligure en el norte de Italia.

## Historia
Según unas fuentes la construcción del castillo se remonta la primera mitad del siglo XVII, y más exactamente a partir del 1626, a la época de la República de Génova. Su función era defender la costa del Golfo del Tigullio. Entre el 1812 y el 1814, a la época del Primer Imperio francés, el castillo fue ocupado por las tropas de Napoleón Bonaparte.
El edificio, modificado y restaurado varias veces a lo largo de su historia, al fin se convirtió en una residencia privada. En los años 90 los dueños de la época, la familia Bonomi Bolchini, arrendaron el inmueble a Silvio Berlusconi, futuro primer ministro del país.

## Descripción
El castillo se levanta en posición dominante sobre el Golfo del Tigullio entre Portofino y Santa Margherita Ligure. Se presenta como un masivo edificio en piedra de planta cuadrada. Cuatro torres angulares, una logia y almenas caracterizan las fachadas.